# Belčišta
Belčišta (makedonska: Белчишта) är en ort i Nordmakedonien. Den är huvudort i kommunen Debarca, i den sydvästra delen av landet, 90 kilometer sydväst om huvudstaden Skopje. Belčišta ligger 770 meter över havet och antalet invånare är 2 804.